# غراهام سميث (لاعب كريكت)
غراهام سميث (13 يناير 1964 في أستراليا - ) (بالإنجليزية: Graham Smith)‏ هو لاعب كريكت أسترالي.

## وصلات خارجية
- غراهام سميث (لاعب كريكت) على موقع إي آس بي آن كريك إنفو (الإنجليزية)